# Rudolf Kühnhold
Pour les articles homonymes, voir Kühnhold.
Rudolf Kühnhold (né en 1903 à Schwallungen, Saxe-Meiningen – mort en 1992) est un physicien allemand à l'origine des premières recherches sur le radar, qu'il concevait comme un télémètre radio (et qu'il appela lui-même Funkmessgerät).

## Recherches sur le sonar
Kühnhold étudia la physique à l'université de Göttingen et soutint sa thèse de doctorat en 1928. Recruté par le Service de recherche des transmissions de la Kriegsmarine à Kiel, il se consacra au sonar dont il chercha à améliorer la directivité en filtrant les ondes de surface. Malgré le dépôt d'un brevet et sa nomination, en 1931, au poste de Directeur scientifique, il était convaincu que seul l'emploi d'ondes électromagnétiques permettrait d'améliorer la localisation précise des bâtiments ennemis.

## Recherches sur le radar
En 1904, Christian Hülsmeyer fait la démonstration de la détection des navires par radio grâce à une antenne radio, le Télémobiloscope (Telemobilskop). L'appareil manque cependant encore de précision : il est incapable de séparer différents objectifs et ne donne aucune information sur leur distance. Il suscitera diverses tentatives d'amélioration pendant trois décennies mais en vain.
Au début des années 1930, Kühnhold trouve par le calcul que la résolution ne peut être augmentée qu'en utilisant une bande de fréquence étroite. En 1933, il se procure des appareils radio à base de tube de Barkhausen-Kurz, émettant dans les bandes des 13,5 cm (2,22 GHz). Il détecte ainsi l’écho d'un bâtiment suffisamment proche, mais son poste ne dispose que d'une puissance de 0,1 W et il ne parvient pas à localiser l’écho à 2 km.
Il poursuit néanmoins ses expériences avec l'aide de deux radio-amateurs, Paul-Gunther Erbsloh et Hans-Karl von Willisen, qui travaillent au développement d'un émetteur-récepteur VHF à bande étroite pour les communications secrètes. Au mois de janvier 1934, Erbsloh et von Willisen fondent, grâce à l'appui de Kühnhold, leur propre société (Gesellschaft für Elektroakustische und Mechanische Apparate, ou  GEMA).
Kühnhold commande au Laboratoire de recherche de Philips d'Eindhoven un magnétron à anode fendue, développant 70 W dans la bande des 50 cm (600 MHz). Il s'adjoint les conseils de deux membres de l'Institut Heinrich Hertz de Berlin, Hans E. Hollmann et Jakob Theodor J. Schultes, pour mettre au point un amplificateur à contre-réaction et des grandes antennes.
Les antennes émettrices et réceptrices sont placées à des distances croissantes lors des premiers essais. Au mois de juin 1934, elles détectent par interférométrie Doppler des vaisseaux croisant à 2 km au large du port de Kiel ; mais l'instabilité des fréquences émises par le magnétron pose encore des problèmes de fiabilité. Au mois d’octobre 1934, les échos intenses d'un petit avion ayant coupé le faisceau sont reçus : cet incident, qui montrait l'intérêt du dispositif pour la sécurité aérienne, suscita un intérêt renouvelé de la Marine de Guerre et apporta de nouveaux crédits de recherche.
À cette époque, la réception des ondes courtes, qui permettait de mesurer l'altitude de l'ionosphère par échos radio, suscitait un enthousiasme général : la technologie utilisait des signaux pulsés (discontinus), à l'exemple du sonar. Tout en conservant ses fonctions à la Marine de Guerre, Kühnhold s'investit de plus en plus dans les recherches de la Sté GEMA sur la génération d'ondes courtes en continu (pour favoriser la détection). Ces ondes étaient combinées à des trains d'onde pulsés (pour localiser, c'est-à-dire déterminer la distance de l'objectif). Le générateur de signaux pulsé comportait à présent un magnétron Philips de meilleure stabilité fréquentielle. Il était modulé par une fondamentale de 2 000 Hz avec des créneaux d'une durée de 2 ms. L'antenne-relai était composée d'un treillis à réflexion de 10 paires de dipôles. L’amplificateur à contre-réaction à bande large intégrait des triodes Acorn de marque RCA, et l'antenne réceptrice comportait trois paires de dipôles et un système de commutation des lobes. Un commutateur fermait le canal lorsque l'appareil passait en mode pulsé. L'affichage de la distance se faisait sur l'écran à tube cathodique amélioré à la fin des années 1920 par Manfred von Ardenne.
Le « télémètre radio » fut placé au sommet d'un immeuble du centre d'essais de la Marine de la baie de Lübeck, à Pelzerhaken. Il détecta les premiers échos d'une portée de 15 km depuis les bois de l'autre côté de la baie en mai 1935, mais il eut quelque peine à détecter un navire qui n'était qu'à une petite distance de cette baie ; alors on remania l'appareil en récepteur superhétérodyne, et cette fois, les navires étaient tous détectés jusqu'à 8 km.

### Essais officiels

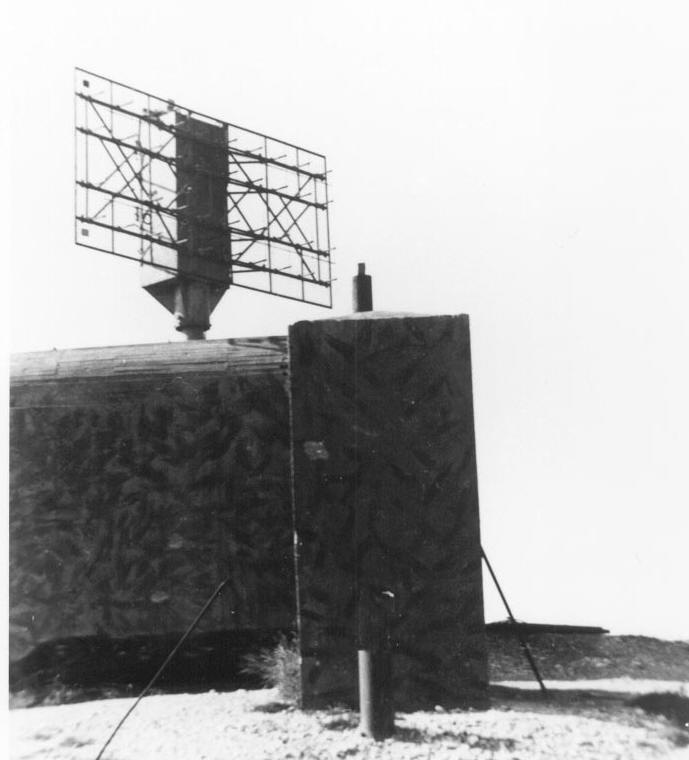
Antenne de radar Seetakt au-dessus d'une batterie côtière de Type V 174 (Hanovre).

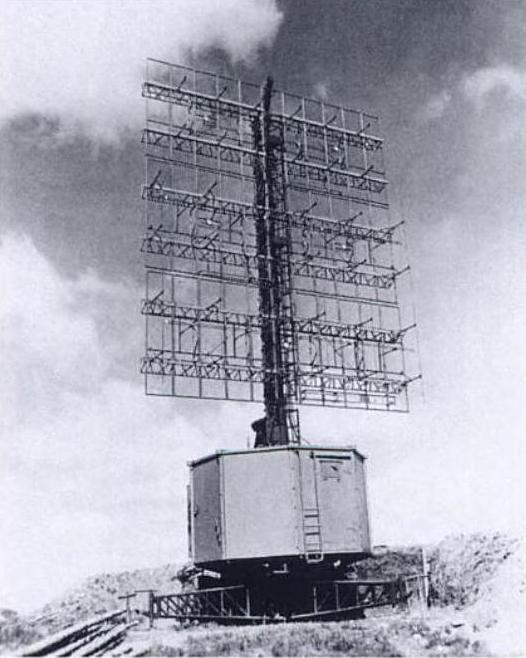
Antenne de radar Freya.

Au mois de septembre 1935, Kühnhold entreprit la démonstration de son système devant le commandant-en-chef de la Kriegsmarine. Les résultats furent excellents, et les militaires donnèrent à l'instrument le nom de code de Dezimeter-Telegraphie (DeTe en abrégé). Désormais, la société GEMA eut le monopole des améliorations de ce dispositif. Le DeTe évolua vers le Seetakt (matériel réservé à la Kriegsmarine) et le Freya (pour la Luftwaffe), qui servirent tout au long de la guerre qui suivit.
Kühnhold est généralement crédité de l'invention du radar dans le monde germanophone. Certainement, les progrès de son système furent entravés par la rivalité entre la Kriegsmarine et la Luftwaffe, hormis le concours organisé par les deux armes en 1936 et 1937 (opération Knickebein), où il put travailler avec Hans Plendl (en).
Kühnhold travailla jusqu'en 1940 sur les détecteurs à micro-ondes, au sein d'un département rebaptisé en 1939 Nachrichtenmittel-versuchskommando (NVK). Puis les recherches furent interrompues après la découverte d'un système nettement meilleur (un magnétron à cavités multiples) découvert en 1943 à bord d'un bombardier britannique abattu. Cependant, Kühnhold et Hollmann, les deux meilleurs experts allemands du moment, ne faisaient pas partie de la commission chargée d'étudier cet équipement.

## L'Après-guerre
Jusqu'à la fin du conflit, les recherches de Kühnhold furent tournées vers  la guerre sous-marine et l'amélioration des sonars. Ces recherches étaient menées en partenariat avec le fabricant ELAC de Kiel. Fondé en 1926, ELAC fut le premier fournisseur de sonars de la Kriegsmarine, et il employait 5 000 salariés. À la capitulation de l'Allemagne, cette entreprise, forcée de se reconvertir dans l'électronique musicale, vit ses effectifs fondre.
Enfin, en 1948, le Haut-Commissaire américain aux affaires d'Allemagne mit un terme aux restrictions visant la société ELAC qui put élargir ses activités aux matériels nautiques. Kühnhold, recruté, y développa des radars civils. Il déposa même l'un de ses brevets aux Etats-Unis en 1954. L'entreprise, en difficulté, vendit son département Nautik Division avant de faire banqueroute dans les années 1960.